# Campo geomagnetico

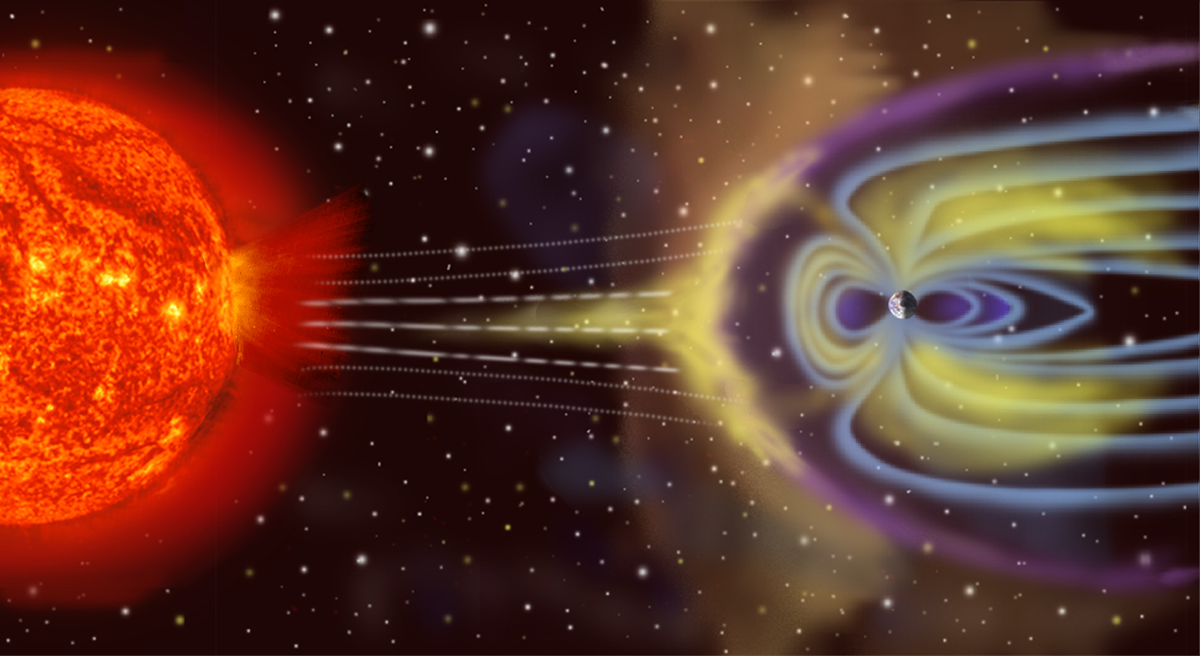
Il campo magnetico terrestre fa da scudo alla superficie della Terra dalle particelle cariche del vento solare. È compresso dal lato del giorno (ovvero del Sole) a causa della forza delle particelle in avvicinamento, mentre è esteso dal lato della notte.

Il magnetismo terrestre è un fenomeno fisico naturale presente sul pianeta Terra,  assimilabile al campo magnetico generato da un dipolo magnetico con poli magnetici non coincidenti con quelli geografici e non statici, e con asse inclinato di 9,34° rispetto all'asse di rotazione terrestre. L'intensità del campo geomagnetico sulla superficie terrestre varia da 25 a 65 microtesla (o da 0.25 a 0.65 gauss). Anche altri corpi celesti, come il Sole o Giove, generano un loro campo magnetico. Le ipotesi sulle origini di questo campo sono numerose, ma oggi le teorie sono orientate verso un modello analogo a quello di una dinamo ad autoeccitazione.
Primo campo terrestre ad essere teorizzato e descritto, la sua scoperta è attribuita alle osservazioni di Pierre de Maricourt, riportate nella sua Epistola de magnete (Lettera sul magnete) del 1269. La sua formazione viene datata a 4 miliardi di anni fa. Causa numerosi effetti facilmente sperimentabili, ad esempio l'aurora polare è generata dall'interazione tra il vento solare e la magnetosfera. Il magnetismo terrestre ha inoltre una notevole importanza per la vita sulla Terra: esso si estende per svariate decine di migliaia di chilometri nello spazio, formando una zona chiamata magnetosfera, la cui presenza genera una sorta di "scudo" elettromagnetico che devia i raggi cosmici e tutte le particelle cariche, azzerando quasi completamente la quantità che raggiunge il suolo dando origine alle fasce di Van Allen.

## Caratteristiche

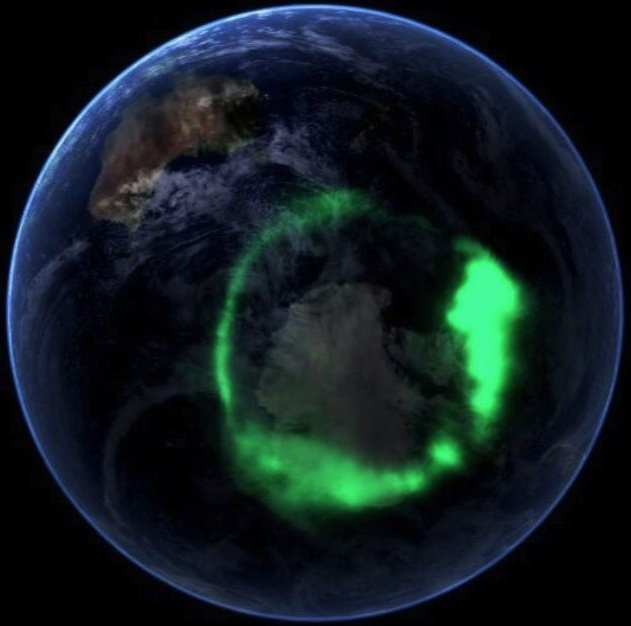
Aurora australe ripresa l'11 settembre 2005 da un satellite NASA.

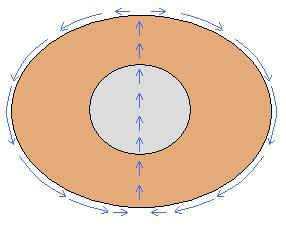
Illustrazione esplicativa del flusso elettronico nella polarità terrestre, l'immagine mostra volutamente una Terra più appiattita per rendere più comprensibile il concetto

La prima esatta configurazione del campo magnetico terrestre,  con uno studio fisico-matematico e la delineazione delle linee di forza, fu ad opera di Gauss nel 1832. Il campo magnetico terrestre può essere assimilato, in prima approssimazione, al campo prodotto da un dipolo situato al centro della terra e formante un angolo di 9,34° con l'asse terrestre.
Tale dipolo ha il proprio polo nord magnetico diretto verso il nord geografico e i punti di intersezione del suo asse con la superficie terrestre sono detti poli geomagnetici. Dall'equatore ai poli, sulla superficie terrestre, il valore del campo varia da circa poco più di 20 000 nT all'equatore ai circa 70 000 nT delle zone polari. La sua massima intensità è ai poli e la minima si trova all'equatore. Il modello del campo prodotto da un dipolo è solo una approssimazione: non potrebbe esistere un vero dipolo in quanto il centro della Terra si trova a temperature ben superiori ai 1043 K (circa 770°C), valore della temperatura di Curie al di sopra della quale qualunque minerale ferromagnetico perde le sue proprietà magnetiche, divenendo paramagnetico.
Il campo geomagnetico non è omogeneo lungo la superficie terrestre e le sue variazioni non riflettono né le variazioni della geologia di superficie, né la morfologia topografica. L'analisi armonica sferica dei dati del campo magnetico di superficie dimostra che più del 94% del campo è di origine interna e la rimanenza è di origine esterna. Dai dati raccolti in alcune centinaia di anni si deduce che il campo geomagnetico è composto da tre parti, le prime due appartenenti al campo interno e la terza all'esterno:
- Il campo nucleare che, sebbene variabile nel tempo, cambia in modo relativamente lento ed ha origine nel nucleo esterno ad opera di sistemi di correnti elettriche. Il suo contributo al campo totale è maggiore del 94% e riguarda i termini armonici fino al dodicesimo ordine circa.
- Il campo crostale, generato da rocce magnetizzate dal campo nucleare, che crea anomalie magnetiche locali. Il suo contributo è dell'ordine di qualche punto percentuale e riguarda i termini armonici superiori all'ordine 15.
- Il campo esterno o atmosferico e il campo indotto interno. Il primo è generato da correnti elettriche prodotte nell'atmosfera terrestre per interazione del campo magnetico con il vento solare e il secondo da un campo indotto nella crosta e nel mantello dalle stesse correnti. Il contributo dei due campi è compreso tra qualche punto per mille e qualche punto percentuale.

### Unità di misura
L'unità di misura del campo geomagnetico nel sistema internazionale (SI) è il tesla (T). I valori del campo, espressi in quest'unità di misura, sono molto piccoli e nella pratica si utilizza il suo sottomultiplo microtesla (μT), pari a 10−6 T, oppure il gauss (G) nel sistema CGSem (1 G = 10−4 T).

## Poli

### Poli magnetici
Per definizione, un polo magnetico è un punto dove il campo geomagnetico generato da un dipolo magnetico, posto nel nucleo esterno terrestre, ha una direzione coincidente con l'asse del dipolo, cioè verticale. Questa definizione fu proposta nel 1600 da William Gilbert, che faceva parte della corte di Elisabetta I d'Inghilterra, ed è tuttora in uso.
Tuttavia, la nomenclatura che definisce il polo magnetico Nord e quello Sud è solo una convenzione; infatti le linee di forza del campo magnetico terrestre entrano nell'emisfero nord (emisfero boreale) ed escono dall'emisfero sud (emisfero australe).

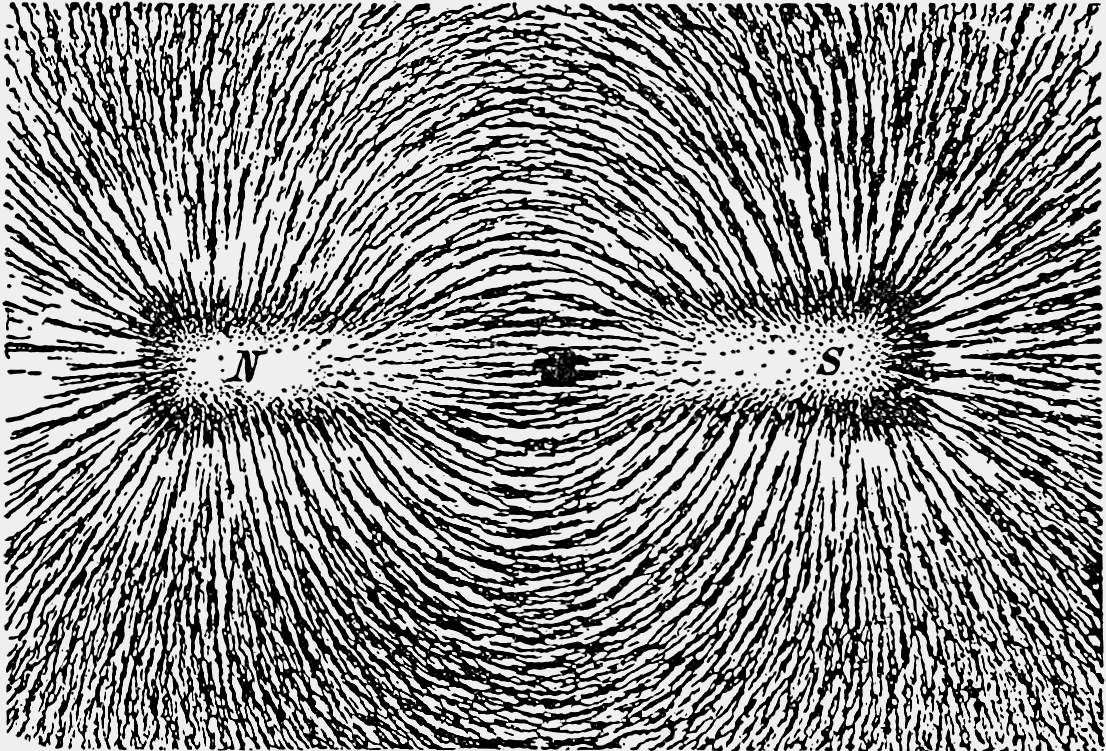
Linee di forza dovute ad un dipolo magnetico, visibili grazie all'orientamento della limatura di ferro su un foglio di carta.

Pertanto dal punto di vista magnetico il polo Nord magnetico è quello posto in prossimità del polo Sud geografico e viceversa: e l'ago Nord della bussola si orienta verso il polo di segno opposto. Per comodità il polo magnetico Sud della Terra (fisico) è stato chiamato polo magnetico Sud in associazione a quello geografico, analogamente per il polo magnetico Nord. L'asse geografico e l'asse magnetico non sono coincidenti e la retta congiungente i due poli magnetici non passa per il centro della Terra.
L'asse magnetico si scosta da quello geografico in base alla posizione e al momento della sua rilevazione: mentre i poli geografici sono fissi (in realtà, a causa dell'oscillazione di Chandler si spostano lungo una circonferenza di 6 metri di diametro ogni 435 giorni), quelli magnetici sono soggetti ad un continuo, seppur lento, spostamento, non costante e non uguale per ognuno di essi lungo una circonferenza di circa 160 km.
Pertanto i poli geografici non coincidono con i poli magnetici rispettivi, dai quali si discostano anche di quasi 3000 km, ed il polo magnetico sud si trova maggiormente distanziato rispetto al polo magnetico nord. Dato che l'ago della bussola non indica il polo Nord geografico e la sua misurazione ha sempre un fattore di imprecisione, la sua rilevazione viene corretta ricorrendo alla declinazione magnetica, che è l'angolo compreso tra la direzione indicata dalla bussola e la direzione del nord geografico.
Il suo valore dipende dal punto di osservazione sulla superficie terrestre e dal momento di osservazione. In talune zone la declinazione magnetica è tutt'altro che trascurabile, come non lo è se si deve seguire una rotta piuttosto lunga; ad esempio nell'Atlantico centrale essa raggiunge anche i 20° ed è, ovviamente, molto elevata in prossimità dei poli.
Grazie alla posizione geografica più favorevole, l'esplorazione dei poli magnetici si è svolta con anticipo rispetto a quelli geografici.
Il polo magnetico Nord è stato raggiunto per la prima volta nel 1831 dal britannico Sir James Clark Ross, mentre quello Sud nel 1909 dai geologi australiani Sir Tannat William Edgeworth David, Sir Douglas Mawson e dal medico scozzese Alistair McKay con un viaggio in slitta di 3 mesi.
Posizione dei poli magnetici
| Polo magnetico Nord | (2001) 81,3 N 110,8 W | (2004 est) 82,3 N 113,4 W | (2005 est) 83,1 N 117,8 W | (2009 est) 84,9 N 131,0 W | (2012 est) 85,9 N 147,0 W |
| Polo magnetico Sud  | (1998) 64,6 S 138,5 E | (2004 est) 63,5 S 138,0 E | (2005 est) 64,3 S 137,5 E | (2007) 64,4 S 137,6 E     |                           |

### Poli geomagnetici
I punti in cui il diametro terrestre coincidente con la direzione del dipolo incontra la superficie terrestre sono detti poli geomagnetici: asse geomagnetico è il diametro terrestre anzidetto ed equatore geomagnetico è il cerchio massimo perpendicolare a questo asse e con centro in quello del dipolo.
Contrariamente ai poli magnetici non si tratta di punti reali, ma di una astrazione basata su un modello matematico chiamato modello del dipolo che spiega solo in parte (> del 94%) il reale comportamento del campo magnetico terrestre. La restante parte è infatti definita componente "non dipolare".
Rispetto all'asse di rotazione terrestre, la retta congiungente i due poli geomagnetici è inclinata di 9,34°.
I due poli geomagnetici non coincidono con quelli magnetici.
Per la stessa ragione dei poli magnetici, anche quelli geomagnetici sono invertiti per convenzione, essendo positivo il polo geomagnetico sud e negativo il polo geomagnetico nord.
Nel 2005 quello Nord era approssimativamente localizzato a 79,74 N 71,78 W sulla costa nord occidentale della Groenlandia, mentre quello Sud era localizzato a 79,74 S 108,22 E vicino alla stazione Vostok.

## Variazioni del campo, anomalie ed IGRF

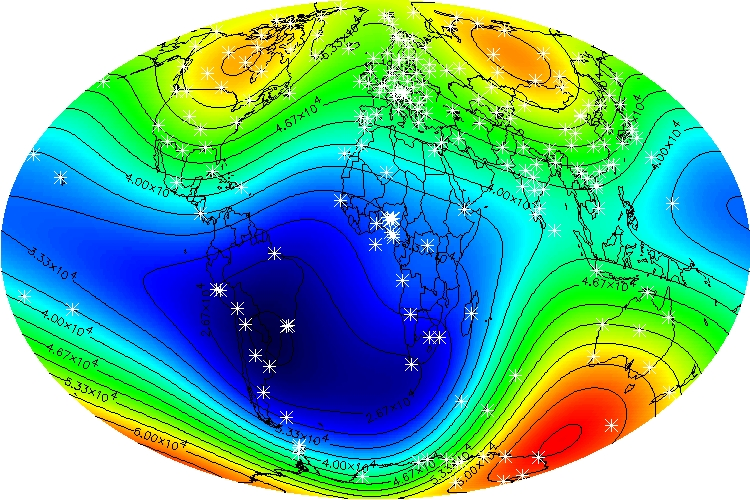
Intensità del campo magnetico nel 2000 secondo i dati IGRF. I due estremi sono i colori rosso e blu, rispettivamente di 68000 nT e di 24000 nT. Quest'ultimo è noto come Anomalia del Sud Atlantico

### Variazioni del campo
Il campo magnetico terrestre non è né costante nel tempo, né uniforme nello spazio. Le variazioni del campo in direzione ed intensità possono essere misurate e presentate come valori medi giornalieri, mensili ed annuali. Nel corso delle ere geologiche queste variazioni hanno portato alla deriva dei poli magnetici e a ripetuti fenomeni di inversione del campo, ovvero di scambio dei poli magnetici Nord e Sud. L'origine delle variazioni può essere sia interna sia esterna.
Le variazioni a lungo periodo (5-10 anni), dette "variazioni secolari", sono dovute a cambiamenti nelle sorgenti profonde e sono riconosciute dai dati degli osservatori magnetici e dei record archeologici e geologici (paleomagnetismo). Le variazioni a breve periodo (da pochi minuti fino a 5 anni) sono di origine esterna.
Una terza categoria è quella delle variazioni a periodo molto lungo, legate al ciclo solare di 11 anni. Le "variazioni secolari" sono a loro volta divise in un contributo dovuto al campo dipolare ed uno al campo non dipolare, oppure a correnti elettriche che scorrono all'interfaccia nucleo-mantello, come evidenziato dalle indagini di tomografia magnetica.
In sintesi la variazione secolare è caratterizzata da una diminuzione media annua del momento di dipolo dello 0,05%, una precessione verso W dell'asse di dipolo di 0,08° annui, uno spostamento verso N di 0,01° annui, una deriva occidentale del campo non dipolare di 0,2-0,3° annui (vedi mappe della declinazione magnetica) associato ad una certa deriva meridionale (meccanismi di rotazione differenziale nucleo-mantello), e infine una variazione di intensità del campo con tasso di circa 10 nT annui. Per quanto riguarda le inversioni di polarità del campo magnetico, esse comportano repentini (5-10 000 anni) cambiamenti della declinazione di 180° e inversioni di segno dell'inclinazione.

#### Variazioni esterne
- Variazioni regolari: che si ripetono con regolarità o con uno pseudoperiodo che le ripete ad intervalli massimi e minimi di tempo uguali tra loro seppur non coincidenti.
- Variazioni intermedie: sono unicamente dette anche pulsazioni
- Variazioni irregolari: non si riconosce una ciclicità o un periodo.

| VARIAZIONI | TIPO           | PERIODO                   | AMPIEZZA (nT)      | CAUSA                                                       |
| Regolari   |                |                           |                    |                                                             |
|            | diurna lunare  | 24 ore e 50 minuti        | tra 2 e 10         | Correnti elettriche ionosferiche                            |
|            | diurna solare  | 24 ore                    | tra 10 e 200       | Correnti elettriche ionosferiche                            |
|            | solare ciclica | ≈ 11 anni                 | ≈ 10               | Attività solare                                             |
| Intermedie |                |                           |                    |                                                             |
|            | pulsazioni     | Tra 1 secondo e 15 minuti | tra 0,05 e 500     | Interazione tra particelle e magnetosfera                   |
| Irregolari |                |                           |                    |                                                             |
|            | baie           | aperiodiche               | tra 10 e 300       | precipitazione di particelle solari                         |
|            | tempeste       | aperiodiche               | tra 50 e 500       | correnti elettriche nella magnetosfera                      |
|            | inversioni     | aperiodiche               | (tra 6 e 12) * 104 | instabilità elettrica nel nucleo esterno fluido della terra |

#### Variazioni interne
- Variazioni secolari: sono le uniche interne:

| VARIAZIONE | CAMPO INTERESSATO | EVIDENZE |
| Secolari   |                   | |
|            | Dipolare          | - Diminuzione del momento magnetico dello 0,05% all'anno (5% al secolo), pari a ≈ 4 * 10^19 A m², con annullamento previsto verso l'anno 4000 e ripresa in direzione opposta. - Deriva occidentale (verso Ovest), con periodo tra 1200 e 1800 anni, di 0,05° all'anno (5° a secolo). - Trasferimento di energia dal campo dipolare a quello non dipolare dell'ordine di 0,06% all'anno (6% al secolo). |
|            | Non dipolare      | - Deriva occidentale (verso Ovest), con periodo di circa 2000 anni, di 0,2° - 0,3° (20° - 30° al secolo). - Deriva meridionale di intensità non precisata. - Variazioni di intensità di circa 10nT medi annui. |

### Anomalie

Variazioni della declinazione del campo magnetico dal 1590 al 1990.

Vengono definite anomalie magnetiche tutte le variazioni a scala regionale o globale del campo magnetico terrestre. La loro rilevazione e il loro studio rientra nelle competenze della geofisica e precisamente della magnetometria. Si definisce una anomalia positiva o negativa quando alla misurazione sul terreno vengono sottratte le oscillazioni periodiche e il campo regionale.
Le anomalie possono essere di origine naturale o artificiale. Le prime derivano dalla presenza di grosse quantità di minerali ferromagnetici (ad es. magnetite) nelle rocce interessate e provocano anomalie nella misurazione della declinazione magnetica anche di 20°. Alcune di esse si trovano in Italia nelle isole Capraia, d'Elba, Lipari, Pantelleria, nella provincia di Genova (Gruppo di Voltri), nelle province di Napoli e Caserta, nella Sardegna centro occidentale, nella zona etnea della Sicilia e nel Piemonte nord occidentale. Le anomalie artificiali invece derivano dall'interramento di masse o oggetti di natura ferro-magnetica. Molteplici sono le applicazioni dello studio delle anomalie magnetiche, specie in abbinamento con altri metodi di indagine geofisica quali il georadar o la geoelettricità. Alcune di esse sono:
- Ricerca di discariche sepolte
- Delimitazione discariche rifiuti speciali
- Ricerca di oggetti interrati (gasdotti e tubazioni in generale)
- Ricerca di fusti metallici
- Individuazione inquinamento da metalli pesanti nel terreno

Ultimamente la magnetometria sta acquisendo sempre più spazio e fondi nella ricerca archeologica, tanto da assumere una sua terminologia, l'archeomagnetismo.
In questa specializzazione si sfruttano le capacità magnetiche delle costruzioni antiche, quali mura, edifici o oggetti per individuarne la posizione e la dimensione, spesso in abbinamento come già detto ad altre indagini.

### Cartografia IGRF
| IGRF 2015 - Campo principale | IGRF 2015 - Cambiamenti annuali |
| Declinazione magnetica       |                                 |
|                              |                                 |
| Intensità                    |                                 |
|                              |                                 |
| Inclinazione                 |                                 |
|                              |                                 |

Per lo studio del campo magnetico terrestre e tutte le sue relazioni con la vita di tutti i giorni si è resa necessaria la creazione di una cartografia precisa e aggiornata. Questo scopo è stato raggiunto grazie all'utilizzo del modello matematico IGRF (International Geomagnetic Reference Field) elaborato dall'International Association of Geomagnetism and Aeronomy (IAGA). Questa cartografia, denominata "modello magnetico mondiale", viene pubblicata dal National Geophysical Data Center (NGDC) e dal British Geological Survey (BGS) ogni 5 anni tramite l'elaborazione di tutti i dati disponibili a scala planetaria e tenendo conto di tutte le variazioni, .
Esistono versioni sia generali, indicanti il campo nella sua totalità, sia suddivise per ogni componente di tale campo (orizzontale, verticale, ecc.). In ogni cartografia vengono inclusi dei coefficienti, calcolati su modelli previsionali, per aggiornare il modello nei 5 anni seguenti la sua pubblicazione, seguendo le variazioni previste del campo. Si è però verificato che tali modelli sono solo accettabili dal punto di vista previsionale e che tanto più ci si discosta dall'anno di pubblicazione, tanto più perdono in precisione.

## Teorie sulla presenza del campo interno
Numerose sono state le ipotesi formulate sull'origine del campo geomagnetico. Esse sono suddivisibili in due gruppi:
- Teorie magnetiche
- Teorie elettriche

Per entrambe si consideri innanzitutto che un campo magnetico è l'espressione (secondo la legge di conservazione dell'energia) di una massa elettroconducente qualora sottoposta ad una corrente elettrica maggiore di quella che quella stessa massa può accumulare
Non si può accumulare una corrente perché per definizione la corrente è un flusso di elettroni
quando impedita nel poterla cedere ad un altro conduttore (ovvero isolata). Si consideri, poi, che così come l'elettricità, tende a seguire il percorso che oppone meno resistenza al suo passaggio (da cui il flusso da polo a polo, in quanto punti nei quali il diametro terrestre è il più breve dato il leggero appiattimento).

### Teorie magnetiche
Terra completamente magnetizzatanucleo e mantello assimilati ad un magnete sferico orientato secondo l'asse di rotazione terrestre
Questa teoria fu espressa per la prima volta da R. Bacone, ripresa e sviluppata da Pierre de Maricourt, scienziato francese del XIII secolo, nel Epistula de magnete (Lettera sul magnete), del 1269, in stampa nel 1558 e trovò definitiva e completa trattazione nella stampa del 1600: "De Magnete, Magneticisque Corporibus, et de Magno Magnete Tellure Physiologia Nova" (Nuova scienza naturale riguardante il magnete, i corpi magnetici e il grande magnete Terra) di William Gilbert.
Gilbert, scienziato e medico della regina Elisabetta I d'Inghilterra, si contrappose alle varie teorie sul "magnetismo esterno", che ponevano l'origine del campo terrestre al di fuori del pianeta. L'ipotesi di Gilbert fu molto popolare, ma non era corretta. In tale situazione la forza del campo sarebbe elevatissima e la densità della crosta terrestre molto elevata. Infatti poiché alla base della crosta si supera la temperatura di Curie e i minerali ferro-magnetici perdono le loro proprietà magnetiche, tutto il campo magnetico dovrebbe essere concentrato in uno strato litosferico superficiale massimo compreso tra i 70 e i 120 km circa. Anche immaginando tutta quella porzione di crosta come costituita da elementi magnetici, essa avrebbe una magnetizzazione media di circa 6000 A/m, contro le poche decine di A/m massime riscontrate. Infine tale situazione sarebbe uniforme e stabile per ogni punto della terra, mentre il campo magnetico presenta continuamente anomalie e fluttuazioni.
Mantello omogeneo con un magnete dipolare permanente posto al centro della Terra
Secondo questa ipotesi al centro della Terra sarebbe presente un magnete rettilineo e corto, schematizzabile come un dipolo aventi poli di eguale potenza, disposto in linea con l'asse terrestre e con il polo sud orientato verso l'emisfero boreale. Il valore del momento magnetico di tale dipolo era stimato circa 8×1022 A m². I risultati ottenuti tramite l'analisi armonica di primo ordine delle misure medie annue degli elementi descrittivi del campo magnetico medio annuo nel 1838, sui dati dell'anno 1835 da Karl Friedrich Gauss diedero grande spinta a questa teoria. Infatti secondo quelle analisi il 94% del campo possiede caratteristiche compatibile con un dipolo posto al centro del pianeta e leggermente discostato di qualche grado dall'asse terrestre. Tuttavia questa teoria non è valida poiché sempre per la temperatura di Curie impedisce la presenza di un magnete ferroso al centro del pianeta con temperature e pressioni enormi. Oltretutto anch'essa non spiegherebbe le variazioni e le anomalie del campo, poiché un magnete permanente manterrebbe stabile questo campo.
Con l'evolversi della teoria e il suo sviluppo vennero aggiunti, per spiegare la percentuale rimanente di campo (circa il 6%), vari campi accessori di importanza decrescente all'aumentare dell'ordine di analisi armonica: un campo di quadrupolo (per l'ordine due), un ottupolo (per l'ordine tre) e così via, andando a formare un campo accessorio non dipolare.

### Teorie elettriche
Presenza di una spira di corrente elettrica centrale quasi continua
Hans Christian Ørsted scoprì, intorno ai primi due decenni dell'Ottocento, che i conduttori percorsi da corrente elettrica generano un campo magnetico. Ovviamente si originò una teoria secondo la quale al posto del dipolo posto al centro del pianeta vi era un sistema di correnti elettriche, poste sul piano dell'equatore e circolanti intorno all'asse del pianeta. Sebbene contemporanea alla teoria gaussiana (vedi precedente) e avente gli stessi pregi e difetti, venne messa in disparte poiché era difficile ottenere dati qualitativi e quantitativi simili all'analisi armonica di Gauss.
Se il campo fosse dovuto a questa causa, esso sarebbe in lento e in progressivo decadimento, inoltre le cariche necessarie a generarlo sarebbero molto intense e disposte in maniera decisamente improbabile; ciò è in contrasto con le scoperte paleomagnetiche di inversioni di polarità e non spiega le variazioni e le anomalie, essendo la corrente quasi continua e quindi il campo generato costante in intensità e direzione.
Dinamo ad auto-eccitazione costituita da due dischi accoppiati posta nel nucleo
Nel 1919 Joseph Larmor ipotizzò che il campo magnetico solare e le sue derivazioni come il vento solare e le macchie solari, fossero originate da un meccanismo simile a quello di una dinamo ad autoeccitazione.
Un disco di materiale conduttore immerso in un campo magnetico e posto in rotazione intorno ad un asse genera una corrente elettrica indotta. Facendo circolare quest'ultima in una bobina con asse uguale a quello di rotazione, si genera un secondo campo magnetico che va a sommarsi al precedente in un processo di rafforzamento reciproco. Esiste una determinata velocità critica di rotazione del disco alla quale il campo prodotto rimane costante. Se tale velocità viene superata o viene diminuita, il campo tenderà a crescere indefinitivamente o a scomparire rispettivamente.
Si dovette attendere 30 anni perché tale teoria venisse applicata al pianeta Terra. Nel 1949 Edward Crisp Bullard ipotizzò che questa dinamo nel nucleo esterno fosse responsabile del campo magnetico nucleare. Nel suo esempio la dinamo è costituita dal nucleo di ferro fluido e l'effetto rotazionale dato dalla forza di Coriolis. Per innescare il processo rimaneva da trovare una spiegazione al campo magnetico iniziale. Numerose e semplici possono essere le cause di un campo magnetico transitorio, sia di origine interna sia di origine esterna. Ad esempio esso potrebbe essere di origine solare oppure prodotto all'interfaccia mantello-nucleo da deboli correnti indotte da piccole variazioni di temperatura nel contatto tra cattivi conduttori, come i silicati, e ottimi conduttori, come i materiali del nucleo. Tale teoria spiega benissimo le variazioni dell'intensità del campo, grazie alle fluttuazioni della parte fluida del nucleo, ma non spiega le inversioni di polarità. Per spiegare anche quest'ultima particolarità un geofisico giapponese, T. Rikitake nel 1958 con la sua teoria ed altre evoluzioni successive, portò il numero delle dinamo a due, accoppiate fra loro. Esse producono nelle loro rotazioni due campi di segno opposto, il cui campo risultante sarà dato solamente dal prevalente tra i due, con alternanze e periodi di campo nullo.

## Magnetizzazione delle rocce
Le rocce sono aggregati di minerali che contengono in piccole quantità anche minerali magnetici (dotati di proprietà magnetiche). Questi ultimi vengono suddivisi, secondo il valore della suscettività magnetica, dal modo di variare di questa al variare della temperatura e in base all'intensità del campo magnetizzante, in:
- Paramagnetiche
- Diamagnetiche
- Ferromagnetiche
- Antiferromagnetiche

Per lo studio del campo magnetico terrestre e delle sue variazioni, interessano solo i minerali ferromagnetici e antiferromagnetici, che hanno proprietà magnetiche intense e stabili e quindi misurabili in termini di suscettività magnetica.

## Paleomagnetismo
Il paleomagnetismo è essenzialmente lo studio del campo magnetico terrestre (o campo geomagnetico) del passato così come registrato da rocce e sedimenti nel momento della loro formazione. Ciò è reso possibile tramite l'analisi della magnetizzazione caratteristica rimanente delle rocce e dei sedimenti che contengono (quasi sempre) piccole quantità di minerali ferromagnetici e antiferromagnetici. Il paleomagnetismo ha diverse applicazioni:
- studi di geologia strutturale, tettonica e geodinamica
- studi sui cambiamenti climatici (magnetismo ambientale)
- datazione di rocce e sedimenti (magnetostratigrafia)
- datazione di manufatti archeologici (archeomagnetismo)
- studi sul magnetismo delle rocce e di mineralogia magnetica
- studi di anisotropia magnetica della suscettività magnetica (AMS)

Lo studio delle paleodirezioni del campo geomagnetico registrato nei campioni di roccia di età diversa e in diverse zone della Terra (magnetostratigrafia) ha reso possibile la compilazione di una "scala delle polarità geomagnetiche" dove sono riportate le inversioni del campo magnetico terrestre nel passato (vedi epoche, eventi ed escursioni magnetiche).
Lo studio del campo magnetico condotto lungo le dorsali oceaniche è stato determinante nella formulazione della teoria della tettonica delle placche. Infatti lungo le dorsali vi è una continua emissione di lava basaltica che raffreddandosi registra il campo geomagnetico presente prima di venire annessa ai lati della dorsale stessa e divisa in due dalle emissioni successive. Nel tempo questa bandatura simmetrica ha registrato le inversioni di polarità del campo magnetico terrestre, permettendo quindi di riconoscere il fenomeno dell'espansione dei fondali oceanici. Analizzando l'angolo tra il campo magnetico registrato e quello odierno è stato possibile calcolare la posizione delle masse continentali in un determinato tempo geologico ed arrivare a ricostruire, incrociando i vari dati geologici e paleontologi, tutti gli spostamenti dei continenti, e la loro frammentazione o unione nel tempo, sulla superficie del pianeta.

### Inversioni del campo magnetico

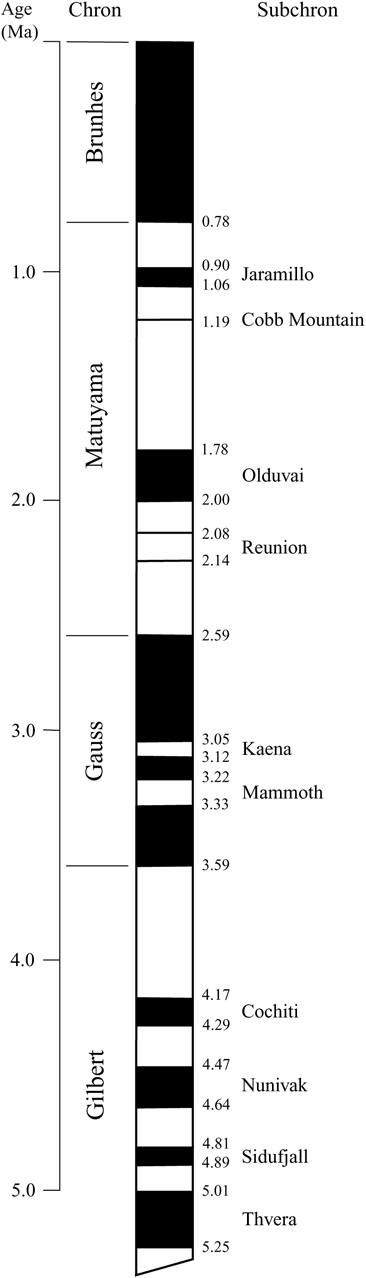
Stratigrafia magnetica degli ultimi 5 milioni di anni.

È ormai noto come il campo geomagnetico non sia stazionario, ma sia soggetto a variazioni temporali in direzione ed intensità. Lo studio della magnetizzazione delle rocce del passato geologico ha mostrato come il campo sia stato soggetto a inversioni di polarità magnetica (Epoche, Eventi ed Escursioni), le cui ricorrenze sembrano essere casuali e che interessano simultaneamente tutte le regioni della Terra.
A partire dagli anni sessanta lo studio della successione delle polarità magnetiche nelle successioni rocciose (Magnetostratigrafia) ha portato alla compilazione di una prima “Scala delle Polarità Geomagnetiche” (GPTS). Questa fu definita e poi via via raffinata e ampliata con il contributo di numerosi studi condotti in diverse parti del globo su rocce ignee datate isotopicamente, su sequenze stratigrafiche sedimentarie datate tramite gli isotopi o la biostratigrafia, e tramite l'interpretazione delle anomalie magnetiche misurate sui fondali marini.
Anche se i cambiamenti nella direzione del campo geomagnetico sono meglio conosciuti per gli ultimi 5 milioni di anni, oggi disponiamo di informazioni, sia pur discontinue, sui cambiamenti di polarità degli ultimi 80 milioni di anni e che si estendono, sia pur con minore dettaglio, fino ad arrivare a 170 milioni di anni fa.
All'interno di ciascuna epoca magnetica esistono poi degli “Eventi” geomagnetici riconosciuti su scala globale, e delle “Escursioni” più brevi, la cui durata è per definizione inferiore ai 30 000 anni.
L'epoca in cui viviamo oggi è definita, per convenzione, a polarità normale; è chiamata Brunhes ed è cominciata circa 780 000 anni fa. Precedentemente vi è stata un'epoca a polarità inversa detta di Matuyama, quindi ancora l'epoca normale di Gauss, poi quella inversa di Gilbert e così via di seguito.